# Bochov (nádraží)
Bochov je dopravna D3, která se nachází v severní části města Bochov v okrese Karlovy Vary. Jedná se o koncovou dopravnu neelektrizované jednokolejné železniční trati z Protivce. Od 31. května 1996 do Bochova nejezdí pravidelné osobní vlaky, nákladní doprava je pravidelně provozována nadále.

## Historie
Nádraží bylo zprovozněno Císařsko-královskými státními dráhami 27. června 1897, tedy současně se zahájením provozu tratě z Protivce. Od roku 1938 se pro nádraží používalo německé pojmenování Buchau, od roku 1940 upravené na Buchau (Sudetenland). Poté se vrátilo české označení Bochov.
Nádražní budova postavená podle typizovaného vzoru 16/H prošla generální opravou v roce 1981. Během ní ztratila svůj typický vzhled, získala břízolitovou omítku a horní patro bylo opláštěno dřevem.
Pravidelné osobní vlaky do Bochova nejezdí od 31. května 1996. Nákladní doprava funguje nadále. V roce 2022 byla dopravna obsluhována párem manipulačních vlaků Mn 86650/86651 Most – Toužim – Bochov a zpět, na který byly nasazovány dvojice lokomotiv řady 742.71.

## Popis dopravny
Ve směru od Protivce začíná dopravna lichoběžníkovou tabulkou umístěnou v km 16,280, končí na opačné straně zarážedlem v km 16,823. V dopravně je pouze jedna dopravní kolej (č. 1 s užitečnou délkou 156 m), na straně u budovy se nachází manipulační kolej č. 3 (užitečná délka 145 m), na opačné straně pak manipulační kolej č. 4 (198 m). Obě manipulační koleje jsou napojeny do koleje č. 1 výhybkami na obou zhlavích.
U koleje č. 1 je zřízeno sypané úrovňové nástupiště o délce 60 metrů. Příchod na nástupiště je po úrovňovém přechodu přes kolej č. 3. Přímo v dopravně (na protiveckém záhlaví) se nacházejí dva přejezdy (označené P1869 - polní cesta a P1870 - místní komunikace), oba jsou zabezpečeny výstražnými kříži.
Provoz v dopravně je řízen dirigujícím dispečerem v Blatně u Jesenice. Sousední dopravnou je Protivec.
Ještě v roce 2003 byly v dopravně dvě dopravní koleje (č. 1 a 2), u obou byla nástupiště o délce 60 m. V té době byla dopravna dirigována ze Žlutic.